# Darija Žmak Kunić
Darija Žmak Kunić (Rijeka, 1. rujna 1978.) multimedijalna je vizualna umjetnica koja stvara u području skulpture, umjetničkog objekta, instalacije i video instalacije. Radi kao izvanredna profesorica na Akademiji primijenjenih umjetnosti u Rijeci. Članica je HDLU-a Zagreb i Rijeka. Od 2000. godine kontinuirano izlaže na brojnim samostalnim i skupnim izložbama u Hrvatskoj i inozemstvu. Njezina umjetnička praksa uključuje i sudjelovanje na žiriranim i tematskim izložbama, na kojima stvara site-specific radove i sudjeluje u kolaborativnim projektima. Za svoj rad primila je nekoliko nagrada. Dobitnica je druge otkupne nagrade za idejno skulpturno rješenje spomenika hrvatskim braniteljima iz Domovinskog rata u Novi Vinodolski.

## Obrazovanje
2022. upisala Doktorska škola Sveučilišta J. J. Strossmayera u Osijeku, poslijediplomski interdisciplinarni sveučilišni studij Kultura i umjetnost
2005. – 2008. Sveučilište u Ljubljani, Akademija za likovnu umetnost in oblikovnje, završni poslijediplomski studiji, MA – Master of Arts, klasa profesora Jože Baršija, major: kiparstvo, minor: video. Stekla naziv magistrice umjetnosti.
1997. – 2003. Sveučilište u Zagrebu, Akademija likovnih umjetnosti, diplomski studij, profesor likovne kulture, kiparska klasa profesora Mire Vuce
1994. – 1997. Prva riječka hrvatska gimnazija

## Srce za Volosko
Darija Žmak Kunić je sa svekrvom osnovala udrugu "Srce za Volosko" te radila na brojnim projektima kao što su Novi Život stoljetne pinije i Dječji festival Volos, koji je osnovala. Udruga je osnovana unutar male zajednice Volosko, gdje nije bilo mnogo događaja na kulturnom ili sportsko-rekreativnom planu. Kroz udrugu su organizirane igre, filmske projekcije, izložbe i radionice na volonterskoj bazi. U rad su se uključili Lorena Žuvić i Mateo Brajek, koji su nastavili voditi udrugu.

## Nagrade i priznanja
- 9. listopada 2018. – I. nagrada za idejno rješenje za suvenir na natječaju „PROJEKTOR – NATJEČAJ ZA IDEJNA RJEŠENJA TOGA, LANAC I SUVENIRI – 45. godina Sveučilišta u Rijeci“.
- 25. svibnja 2018. – Priznanje za poseban doprinos kulturnom stvaralaštvu mladih, Osnovna muzička škola Ino Mirković, Opatija
- 18. svibnja 2018. – Nagrada za Nastavnu izvrsnost Sveučilišta u Rijeci
- 11. studenoga 2008. – II. otkupna nagrada za idejno rješenje spomenika hrvatskim braniteljima iz Domovinskog rata, Novi Vinodolski
- 5. listopada 2008. – Stipendija Ministarstva znanosti, obrazovanja i športa za poslijediplomski studij u inozemstvu
- 10. listopada 2007. – Stipendija Ministarstva znanosti, obrazovanja i športa za poslijediplomski studij u inozemstvu

Izvor: profil na stranici Sveučilišta u Rijeci

## Izložbe
Samostalne izložbe
- 2024. Galerija Flora, Znoj, suze ili more, Dubrovnik

- 2023. Galerija, Terra Gallery, Izložba iz ormara, Kikinda, Srbija

- 2022. Galerija J. Klović, Izložba iz ormara, Rijeka

- 2020. Galerija VN, Renuwal, Zagreb

- 2018. Galerija MMC, Ne možeš pronaći mir izbjegavajući život, Umag

- 2017. Galerija Događanja, Premještanje sjenki, Zagreb

- 2016. Umjetnički paviljon Juraj Šporer, Bila jednom, a možda i nije, Opatija

- 2015. Galerija Fritzy, Sakrij me u sjenu krila svojih, Mali Lošinj

- 2013. Muzej moderne i suvremene umjetnosti, naslov izložbe: Bilježenje siječanja, (s Petrom Mršom i Davorom Konjikušićem), Rijeka

- 2010. Galerija Julije Klović, Dijalog s Antoniom Čačić, Rijeka

- 2009. Galerija umjetnina Slavonski Brod, Galerija Branko Ružić, 2xXX, Slavonski Brod

- 2009. Galerija Anex, MMC Luka, Svaki novi list je vaš list (s Antoniom Čačić), Pula

- 2009. Galerija V. Buzančić, Svaki novi list je vaš list (s Antoniom Čačić), Zagreb

- 2008. Multimedijalna Galerija NANO, Mjesečarke, Zagreb

- 2007. Galerija Julije Klović, Dijalog sa Sašom Jantolekom, Rijeka

- 2006. Multimedijalna Galerija NANO, Narciska i nogomet, Zagreb

- 2006. Trsatska gradina, Učka (s Melitom Sorolom Staničić), Rijeka

- 2005. Filodramatika, kustosica Ksenija Orelj, Dvojbenost, Rijeka

- 2002. Loggia – Palace, Val, Hvar

- 2002. Galerija SC, Hiperinfotrofija, Zagreb

- 2002. Galerija NOXMedia, Maribor

Skupne izložbe
- 2024. Umjetnička galerija Dubrovnik, Vidljive, Dubrovnik

- 2024. Kuća Piplica, Lunaria, Ćilipi - Konavel

- 2024. Galerija umjetnina, Vidljive, Split

- 2023. Galerija palače Moise, Intuicija, Cres

- 2023. Muzej moderne i suvremene umjetnosti, Vidljive, Rijeka

- 2023. Muzej suvremene umjetnosti, Vidljive, Zagreb

- 2022. Palača Vranyczany (HIS), XIV. trijenale hrvatskog kiparstva, Zagreb

- 2022. Galerija Laurus, Skrivena sjećanja, Lovran

- 2022. Galerija Kortil, Skulptura poslije skulpture, Rijeka

- 2021. Galerija Kortil, Pjevanje nad kostima, Rijeka

- 2021. Galerijom likovnih umjetnosti; Slavko Kopač, One su tu, Vinkovci

- 2020. Galerija Kortil, Neizvjesna izložba 2, Rijeka

- 2020. Umjetnički paviljon Juraj Šporer, Kiparstvo APURI, Opatija

- 2020. Galerija Laurus, Liburnia art, Lovran

- 2018. Gliptoteka HAZU, XIII. trijenale hrvatskog kiparstva, Zagreb

- 2018. MSO, 26. Slavonski bijenale, Osijek

- 2017. Galerija Juraj Klović, Rijeka mini art, Rijeka

- 2016. MMSU Rijeka, Izvolite ispraznite đepove, kustosica Ksenija Orelj

- 2015. Galerija J. Klović, selektorska izložba Nataša Šegota Lah, Rijeka

- 2014. Doma HDLU, Galerija Prsten, 32. Salon mladih, Zagreb

- 2014. Venecija, Venice Experimental Cinema and Performance Art Festival

- 2014. Umag, Muzeja grada Umaga, Okus, Artum – 3. Umaški umjetnički salon

- 2013. Umag, Muzeja grada Umaga, Dodir, Artum – 2. Umaški umjetnički salon

- 2013. Rijeka, Galerija Julije Klović, Kako podsvijest stvara?, kustosica Nataša Ivančević

- 2011. Pula, Galerija Luka i Galerija Anex, Pohvala prosječnosti, kustosica Sabina Salamon

- 2010. Rijeka, Muzej moderne i suvremene umjetnosti, Kiparstvo, selektor B. Kovič

- 2010. Pula, Galerija Luka, izložbe novoprimljenih članova HDLU Istre

- 2009. Rijeka, Mali salon, hrvatska selekcija vizualne umjetnosti: 14. Bijenale mladih Europe i Mediterana

- 2009. Skopje, Muzej savremene umetnosti Makedonije, 14. Bijenale mladih Europe i Mediterana, hrvatska selekcija vizualne umjetnosti: instalacija

- 2009. Zagreb, FAKI (festival alternativnog kazališnog izričaja , Kolaborativni performans s Antonijom Čačić)

- 2008. Rijeka, Galerija Kortil, Rastezljivost prostora, kustosica Breda Kolar Sluga

- 2008. Rijeka, Galerija Kortil, kustos Želimir Košćević, Fotografija 60+1

- 2007. Rijeka, Galerija Kortil, kustosice Nataša Ivančević i Ksenija Orelj, Prošireni mediji 60+1

- 2007. Opatija, Op.Art 2007X quisisana: festival urbane kulture, Galerija Studio Artlan, Volosko

- 2006. Rijeka, Filodramatika, Dan planete Zemlje (s Melitom Sorolom Staničić)

- 2005. Zagreb, Galerija SC, kustosica Ksenija Orelj, Karolina riječka

- 2005. Rijeka, Galerija J. Klović, izložba novoprimljenih članova HDLU Rijeka

- 2005. Gospić, XL. Lički likovni anale, Muzej Like

- 2004. Zagreb, recentna izložba članova HDLU, Dom HDLUa

- 2004. Opatija, Umjetnički paviljon Juraj Šporer, 6 + jedan traže gledatelja, umjetnost mladih autora opatijskog područja, kustosica: Ksenija Orelj

- 2004. Opatija, Umjetnički paviljon Juraj Šporer, Opatijski umjetnici karnevalu, kustos: Berislav Valušeka

- 2002. Maribor, Galerija Nox Media, ALU klasa Miro Vuco

- 2002. Zagreb, Pasionska baština u Galeriji Kristofor Stanković

- 2001. Zagreb, Pasionska baština, Muzeju Mimara

- 2000. Zagreb, Pasionska baština, Muzeju Mimara

- 1997. Opatija, izložbeni prostor workshopa NITI

- 1996. Zagreb, Hrvatski školski muzej

Izvor: profil na stranici Sveučilišta u Rijeci

## Umjetničko i stručno djelovanje
Kunić svoja umjetničko-znanstvena istraživanja fokusira na suvremene kiparsko-oblikovne prakse u sinergiji sa suvremenim spoznajama prirodnih znanosti (biologije, kemije, fizike). S posebnom pažnjom u svom profesionalnom radu njeguje pedagoški pristup koji povezuje umjetničke discipline, znanosti društva, ali i svakodnevni život.

## Umjetnost i žensko pitanje
Darija Žmak Kunić je započela interes za teme ženskog pitanja tijekom rada na diplomskoj izložbi u galeriji SC u Zagrebu pod nazivom „Hiperinfotrofija”, koji je uključivao predimenzionirane autoportrete – skulpture od žičane konstrukcije i novina, nakon kojeg je upisala postdiplomski studij u Ljubljani, na Akademiji likovnih umjetnosti i oblikovanja. Uz mentore Jože Baršija, Evu Bahovec Dolar i Marinu Gržinić, istraživala je osobnu prošlost i poziciju žene u društvu. Njezin rad fokusira se na „skrivene moći” žena koje su „skoro nevidljive” u današnjem svijetu.

### „Vidljive”
U sklopu izložbe „Vidljive”, koja je započela 18.5.2023. godine u suradnji Muzeja suvremenih umjetnosti u Zagrebu s Umjetničkom galerijom Dubrovnik, Muzejom likovnih umjetnosti Osijek, Galerijom umjetnina Split i Muzejom moderne i suvremene umjetnosti Rijeka, napravila je i predstavila instalaciju „Odvajanje”, koja se bavi osobnim transformacijama, individualnom mitologijom i ne (vidljivim) životom žene. Instalacija je ormar koji podsjeća na transportnu ambalažu, a otvaranjem postaje „Kabinet čuda” (njemački: Wunderkammer), prepun nađenih predmeta ili objekata koji naglašavaju intimnost i osobni doživljaj.
Instalacija kombinira radove nastale u različitim vremenskim i tematskim kontekstima u okvirima od 2015. do 2023. godine. Svaki je predmet na neki način vezan s autoricom, a njihov postav u ormaru ima  simboliku pohranjivanja i odvajanja od vanjskoga svijeta. Ovaj čin povlačenja iz vanjskog svijeta označava poniranje u introspekciju, ali i proces pomicanja od prošlosti prema budućnosti.
"Pohranjivanje" radova, zajedno s njihovim "odvajanjem", simbolički označava zatvaranje ili arhiviranje jednog stvaralačkog poglavlja, ali i otvaranje novih mogućnosti i perspektiva. Svaki rad postaje svojevrsni fragment autoričine likovne arhive, minijaturna galerija koja oblikuje vid retrospektive. Ovaj proces omogućuje autorici reflektiranje ne samo svog osobnog razvoja, već i ulogu žene i umjetnice u društvenom kontekstu.
Kroz ovu instalaciju, autorica propituje kompleksnost ženskog iskustva, istražuje generacijski kontinuitet ženske unutarnje snage u okvirima svoje obitelji te postavlja pitanja o identitetu, kreativnosti i mjestu žene u suvremenom društvu. Ova introspektivna i emotivno nabijena instalacija poziva posjetitelje da uđu u intimni svijet autorice te da razmišljaju o vlastitim procesima transformacije i memorije.

## Vanjske poveznice
- Profil na stranici Sveučilišta u Rijeci
- udruga "Srce za Volosko" na Facebook-u